# Акінсумоїн
Акінсумоїн (д/н — 1775) — 4-й оба (правитель) Лагосу в 1760—1775 роках (за іншою хронологією — 1704—1749).

## Життєпис
Син оби Адо. За правління старшого брата Габаро вступив з ним у конфлікт щодо призначення жерців або кількості знаті з білими капелюхами. Відомості щодо цього уривчасті. Мусив тікати з лагосу, перебравшись до бадагрі. Тут активно займався работоргівлею, налагодивши ділові контакти з португальцями та португальськими бразильцями.
1760 року після смерті брата повернувся до Лагосу, де став обою, відсунувши від влади небожа Елету Кекере. Мусив підтвердити залежність від бенінського царства, збільшивши розмір данини. Разом з тим сприяв розвитку работоргівлі, надавши пільги португальцям і бразильцям. В результаті Лагос за обсягом работоргівлі за панування Акінсумоїна став одним з провідних в Гвінейській затоці.
Отримані кошти спрямовував на розбудову своєї столиці — Іга Ідунганран вкрили плиткою, яку підносили як подарунок португальські работоргівці. Помер 1775 року. Владу успадкував його небіж Елету Кекере.